# Колан, Джин
Юджин (Джин) Колан (англ. Eugene "Gene" Colan, 1 сентября 1926 — 23 июня 2011) — американский художник, график, и создатель комиксов. Известен свой работой в издательстве Marvel Comics и созданием таких серий комиксов, как Сорвиголова, сатиристической серии Говард-утка и классической хоррор-серии The Tomb of Dracula, в одном из выпусков которой впервые появился супергерой Блэйд. Также стал одним из создателей Сокола, одного из первых темнокожих героев комиксов. Лауреат двух премий Eagle Awards и одной Eisner Award, а также отмечен в Зале Славы Уильяма Айснера в 2005 году.

## Биография
Юджин Джулс Колан родился 1 сентября 1926 года в Бронксе, Нью-Йорк. Он начал проявлять способности к рисованию ещё в раннем детстве. Впоследствии Колан говорил, что в юности на его творчество повлияли такие художники, как Милтон Канниф, Сид Шорс и Колтон Во. В 1944 году Колан, желая служить своей стране, пытался поступить в морскую пехоту, но после неудачи он получил работу в издательском доме Fiction House, в котором состоялся его дебют в качестве художника комиксов. Он занимался созданием приключенческой серии о лётчиках Wings Comics, а также Fight Comics. Вторую попытку поступить на военную службу он совершил в 1945 году, будучи восемнадцатилетним подростком. Он присоединился к ВВС США, несмотря на запрет своего отца, и получил звание капрала.
Вернувшись после окончания войны в 1946 году, Колан получил работу в издательстве Timely Comics, которое позже стало Atlas Comics, у тогдашнего редактора Стэна Ли. В 2000 году Колан вспоминает: 

«Аль Сульман, один из главных сотрудников издательства Timely Comics, которое тогда ещё называлось „издательской ассоциацией“ <…> встретил меня в приёмной, посмотрел на мои работы и сказал: „Сиди здесь, я на минуту“. Исчез на 10 минут, потом появился и сказал „Пойдём со мной“. И так я познакомился с [главным редактором] Стэном [Ли]. Так просто у меня появилась работа».— Джин Колан
После того, как почти все сотрудники Timely Comics потеряли свои места после спада популярности комиксов в 1948 году, Колан недолгое время работал в National Comics, будущей DC Comics, на временной основе. В то время он работал над такими сериями, как All-American Men at War, Captain Storm и Our Army at War, а также работал над некоторыми сериями Atlas Comics (которое впоследствии было переименовано в Marvel Comics), такими как Battle, Battle Action, Battle Ground, Battlefront, G.I. Tales, Marines in Battle, Navy Combat и Navy Tales.
Одновременно с работой в DC Comics в 1960-х годах, Колан начал работать в Marvel под псевдонимом Алан Остин, под которым писал истории о Нэморе рамках серии Tales to Astonish, и Железном человеке в Tales of Suspense. Позже, начав работать под настоящим именем, Колан стал одним из значимых художников Серебряного века комиксов и иллюстрировал серии о таких известных персонажах, как Капитан Америка, Доктор Стрэндж и Сорвиголова. Над последним персонажем он работал значительное время — в период с 1966 по 1973 год, а также с 1974 по 1979. В сентябре 1969 года в выпуске Captain America #117 Колан вместе со Стэном Ли ввёл нового персонажа — Сокола, который стал одним из первых афроамериканских супергероев Marvel.

## Награды и признание
Колан стал лауреатом премии Shazam Award в 1974 году как лучший график. В 1977 и 1979 получил премию Eagle Award за лучший комикс (Говард-утка), а также был номинирован на пять Eagle Awards в 1978 году. В 2005 году он был отмечен в Зале Славы Уильяма Айснера, а в 2008 стал лауреатом Sparky Award. 15 ноября 2009 году, Музей Мультипликации в Сан-Франциско, Калифорния, представл ретроспективу «Colan: Visions of a Man without Fear» (рус. Колан: Видения человека без страха). 24 октября 2009 года ему была вручена премия Sergio Award, которая отмечает выдающихся деятелей в области профессиональной комикс-индустрии.